# Estadio Atlético de la Villa Deportiva Nacional
El Estadio Atlético de la Villa Deportiva Nacional es un estadio de atletismo ubicado en la Villa Deportiva Nacional en Lima, Perú. Tiene capacidad para más de 6 800 espectadores, Durante los Juegos Panamericanos y Juegos Parapanamericanos tendrá una capacidad para albergar temporalmente hasta 10 000 espectadores con la colocación de tribunas desmontables.

## Acontecimientos
Para el 9 de enero de 2019, había iniciado el proceso de asfaltado del Estadio Atlético en la Videna. 

El 20 de marzo se presentó la pista atlética en el Estadio Atlético de la Videna, quedando la obra en la fase final, faltando los trabajos de acondicionamiento y la instalación de las graderías temporales. Mientras tanto, la pista de calentamiento ya se encontraba lista para ser empleada desde abril. 
Desde el 22 de marzo, cuenta con la Certificación Clase I de la Federación Internacional de Atletismo (IAAF) al cual quedó listo para ser utilizado en el Campeonato Sudamericano de Atletismo realizado del 24 al 26 de mayo, quedando en categoría internacional.
El 2 de abril de 2019, Usain Bolt conocido como «el hombre más rápido de la historia» llegó por primera vez a Lima, realizando varias actividades, competencias y recorridos en la capital peruana, entre ellos; la visita al Estado Atlético en la Videna.

Usain Bolt, llega al Estadio Atlético en la Videna el 3 de abril al cual inauguró la nueva pista atlética, remodelada para los Juegos Panamericanos y Juegos Parapanamericanos.
En medio de una gran expectativa y en compañía del Director Ejecutivo de Lima 2019, Carlos Neuhaus, el Alcalde de Lima, Jorge Muñoz y Milco, la mascota de los Juegos Lima 2019; Usain Bolt colocó las palmas de sus manos bajo cemento fresco que forma parte del estadio, también desveló una placa conmemorativa de su paso por este estadio.

## Descripción
La pista atlética es roja y para su instalación se emplearon materiales de primer nivel, similares a los usados en los Juegos Olímpicos de Londres 2012 y los que se utilizarán en los Juegos Olímpicos de Tokio 2020. En el centro se ha sembrado césped natural, para efectuar pruebas de lanzamiento.
La pista atlética obtuvo la certificación de la Asociación Internacional de Federaciones de Atletismo (IAAF por sus siglas en inglés), al haber sido sometida a los análisis de laboratorio y delimitación. Con esto dicho escenario podrá albergar las competencias de primer nivel, por la infraestructura de categoría mundial con la que contará.
La remozada pista atlética se ubica en la que será la sede principal y el corazón de los Juegos en la Villa Deportiva Nacional, este recinto deportivo acogerá diez competencias: atletismo, natación, ciclismo de pista, balonmano, judo, bádminton, tenis de mesa, patinaje artístico, bowling y squash en los Juegos Panamericanos.
Mientras que durante los Juegos Parapanamericanos recibirá al para-atletismo, natación, basquetbol en silla de ruedas, powerlifting, judo, bádminton, tenis de mesa y para-ciclismo de pista.